# Down Boy
"Down Boy" là một bài hát thể loại pop/dance do Rob Davis sáng tác và được sản xuất bởi Nellee Hooper. Holly Valance đã thu âm ca khúc này cho album phòng thu đầu tiên của cô là Footprints và đây là bài hát thứ hai được phát hành từ album. "Down boy" được phát hành dưới dạng đĩa đơn CD vào cuối năm 2002 và sau đó nằm trong top ten của các bảng xếp hạng Anh, Ireland và Úc.

## Các phiên bản và danh sách ca khúc
Dưới đây là các phiên bản và danh sách ca khúc của đĩa đơn "Down Boy".
| #                                     | Tên ca khúc                   | Thời lượng |
| ------------------------------------- | ----------------------------- | ---------- |
| CD1: London Records / LONCD 469 (Anh) |                               |            |
| 1.                                    | "Down Boy" (Radio Edit)       | 3:25       |
| 2.                                    | "Down Boy" (Twin Club Mix)    | 6:07       |
| 3.                                    | "Down Boy" (Almighty Mix)     | 6:48       |
| 4.                                    | "Down Boy" (Video)            | 3:25       |
| CD2: London Records / LOCDP 469 (Anh) |                               |            |
| 1.                                    | "Down Boy" (Radio Edit)       | 3:25       |
| 2.                                    | "Down Boy" (Aphrodite Remix)  | 6:25       |
| 3.                                    | "Kiss Kiss" (Jah Wobble Remx) | 5:15       |

## Xếp hạng
| Bảng xếp hạng (2002)      | Vị thứ |
| ------------------------- | ------ |
| UK Singles Chart          | 2      |
| Australian Singles Chart  | 3      |
| Ireland Singles Chart     | 8      |
| Italy Singles Chart       | 11     |
| Europe Singles Chart      | 12     |
| Netherlands Singles Chart | 34     |
| New Zealand Singles Chart | 35     |
| Switzerland Singles Chart | 70     |